# 焦点 (杂志)
《焦点》（德語：Focus），又称《焦点周刊》，是一家德国中右翼（centre-right）新闻媒体，是德国最具影响力的周刊之一，偏向于政治保守主义和经济自由主义。它的出版商是慕尼黑的休伯特·布尔达传媒（Hubert Burda Media）。该杂志首发于1993年1月18日，以尊重事实为宗旨，以中立著称，周发行量79万册，是《明镜》最大的竞争者，自2015年起，编辑部总部设在柏林。
《焦点周刊》自诩为“现代新闻杂志”，并致力于追踪“事实，事实，事实”，赫尔穆特·马克沃特（Helmut Markwort）是该杂志的第一任主编。它与《明镜》、《亮点》一起，是德国发行量最大的三份周刊。
《焦点》杂志的理念源自休伯特·布尔达（Hubert Burda）和马克沃特，他们自2009年起担任总编辑，并于2017年成为出版商，自2017年以来一直在该刊的刊头上被列为创刊主编。自2016年3月起，罗伯特·施耐德（Robert Schneider）担任该杂志主编。
观察人士认为《焦点周刊》是明镜最重要的挑战者，而出版商则将《新闻周刊》和《时代》等美国杂志视为其榜样。

## 链接
- Focus Online （页面存档备份，存于）
- Focus Magazin Verlag
- Focus Money （页面存档备份，存于）
- Focus Schule （页面存档备份，存于）
- Medialine （页面存档备份，存于）